# Білий потяг
Протягом більшої частини холодної війни транспортний потяг ядерної зброї Міністерства енергетики Сполучених Штатів, відомий як Білий потяг, перевозив ядерну зброю з заводу, де вона була побудована. З 1951 по 1987 рік Управління безпечного транспортування Міністерства енергетики (OST) використовувало потяг для переміщення зброї залізницею з заводу Pantex у Техасі. Поїзд, який був броньованим і перевозив низку оборонного озброєння, став центром мирного активізму проти ядерної зброї на Заході. Хоча колір поїзда змінювався багато разів, щоб його не помітили, його продовжували називати оригінальним кольором. Після того, як остання спроба притягнути до відповідальності протестувальників, які заблокували проїзд поїзда, не вдалася, Міністерство енергетики почало замість цього перевозити ядерну зброю вантажівками без повідомлення громадськості. Деякі вагони білого потяга зберігаються в залізничному музеї Амарилло, тоді як кілька інших зберігаються на заводі Pantex.